# Борсенгір
Борсенгі́р (каз. Борсеңгір) — село у складі Улитауського району Улитауської області Казахстану. Адміністративний центр та єдиний населений пункт Борсенгірського сільського округу.
Населення — 493 особи (2021; 648 у 2009, 621 у 1999, 1032 у 1989).
Національний склад станом на 1989 рік:
- казахи — 100 %.